# تاراس بيدينكو
تاراس بيدينكو (بالأوكرانية: Біденко Тарас Олександрович) مواليد 8 فبراير 1980 في كييف، الجمهورية الأوكرانية السوفيتية الاشتراكية، هو ملاكم محترف أوكراني يصنف ضمن فئة الوزن الثقيل.

## المسيرة الاحترافية
من نزالاته:
- خسر أمام مانويل شار (2012/03/30).
- خسر أمام دينيس بويتسوف بالضربة الفنية القاضية (2009/06/06).
- انتصر على مايكل سبروت (2008/05/31).
- خسر أمام فولوديمير فركيس بالضربة الفنية القاضية (2005/03/29).
- انتصر على جوليوس فرانسيس (2004/09/21).
- خسر أمام نيكولاي فالويف (2002/07/21).

## إحصائيات
خاض خلال مسيرته 34 نزالا، فاز في 28 ولم يتعادل وخسر في 6. فاز بالضربة القاضية في 12 نزالا.

## روابط خارجية
- تاراس بيدينكو على موقع بوكس ريك (الإنجليزية) (registration required)